# アフリカの日
アフリカの日（アフリカのひ、Africa Day）は、1963年5月25日にアフリカ統一機構(OAU)が設立されたことを記念して、毎年5月25日に実施されている記念日である。アフリカ大陸だけでなく、世界各国で祝われている。制定当初は「アフリカ自由の日」(African Freedom Day)や「アフリカ解放の日」(African Liberation Day)と呼ばれていた。OAUは2002年7月9日にアフリカ連合(AU)に移行したが、記念日は5月25日のままとなっている。

## 前史
1958年4月15日、ガーナのアクラで第1回アフリカ独立国会議が開催された。ガーナ首相（後に大統領）のクワメ・エンクルマが招集したもので、エジプト（当時はアラブ連合共和国の構成国）、エチオピア、リベリア、リビア、モロッコ、スーダン、チュニジア、カメルーン人民連合および開催国ガーナの代表者が出席した。南アフリカ連邦は招待されなかった。会議では、アフリカ大陸の解放運動の進展が紹介され、外国の植民地主義的な支配と搾取から自分たち自身を解放するというアフリカの人々の決意を象徴するものとなった。1900年に設立された汎アフリカ会議も同様の目標に向かって活動していたが、いずれもアメリカやヨーロッパで開催されており、このような会議がアフリカ大陸において開催されたのはこれが初めてだった。
この会議において、「解放運動の前進を記念し、外国の支配と搾取から自由になるためのアフリカの人々の決意を象徴する日」として「アフリカ自由の日」(African Freedom Day)の創設が呼びかけられた。
この会議は、カサブランカ・ブロックとモンロビア・ブロックを経て1963年のアフリカ統一機構(OAU)結成へとつながる、その後のアフリカの首脳による会議の基礎を築いたという点で注目すべきものであった。

## 歴史
それから5年後の1963年5月25日、エチオピア皇帝ハイレ・セラシエ1世の招聘により、アフリカの30か国の代表者が、エチオピアのアディスアベバで会合を開いた。その頃には、アフリカ大陸の3分の2以上がヨーロッパ諸国からの独立を達成していた。この会議でアフリカ統一機構が設立され、アンゴラ、モザンビーク、南アフリカ、南ローデシア（現 ジンバブエ）の脱植民地化の促進を最初の目的とすることが決定された。アフリカ統一機構は、自由を求める戦士の行動を支持し、植民地への軍隊派遣を排除することを誓約した。アフリカ統一機構の憲章では、加盟国全体の生活水準の向上が提唱された。ハイレ・セラシエは「この連合条約が、これから千年続かんことを」と叫んだ。
この憲章は、5月26日にモロッコ以外の全ての出席者によって署名された。この会議で、それまでの「アフリカ自由の日」は「アフリカ解放の日」(Africa Liberation Day)と改名された。2002年、OAUはアフリカ連合に改組された。しかし、「アフリカ解放の日」については、名称を「アフリカの日」に変更したものの、OAUの結成に敬意を表して日付は変更されなかった。

## 祝賀式典
アフリカの日は、アフリカだけでなく世界中で実施されており、5月25日を中心として、数日、数週間に渡って記念行事を実施する国もある。アフリカの日には毎年テーマが設定され、例えば2015年は「アフリカのアジェンダ2063に向けた女性のエンパワーメントと開発の年」だった。2015年にニューヨークで開催されたイベントでは、ヤン・エリアソン国連副事務総長が潘基文事務総長のメッセージを代読して、「私たちは（中略）アフリカの女性に教育、仕事、医療へのより良いアクセスを提供するための努力を強化し、それにより、アフリカの変革を加速させていきましょう」と述べた。